# Pederie
Pederie (Paederia), česky též vněchlup, je rod rostlin z čeledi mořenovité. Jsou to liány a šplhavé keře s jednoduchými vstřícnými listy, které při rozemnutí nepříjemně páchnou. Květy jsou bílé, růžové nebo purpurové, s nálevkovitou až řepicovitou korunou. Plodem je peckovice. Rod zahrnuje asi 33 druhů a je rozšířen v tropech a subtropech Asie, Afriky a Ameriky. Nejvíc druhů roste v Indočíně a na Madagaskaru. Pederie popínavá má rozsáhlý areál v Asii a jako jediný druh rodu zasahuje i do mírného pásu. Je využívána jako léčivá rostlina v tradiční indické medicíně a vzácně je pěstována jako okrasná a sbírková rostlina i v České republice.

## Popis
Pederie jsou beztrnné liány, šplhavé keře a polokeře. Při rozemnutí většinou nepříjemně páchnou. Listy jsou jednoduché, vstřícné nebo řidčeji po 3 nebo po 4 v přeslenech. Palisty jsou interpetiolární, trojúhelníkovité nebo dvoulaločné, opadavé nebo vytrvalé. Květy jsou oboupohlavné, přisedlé nebo stopkaté, uspořádané v úžlabních nebo vrcholových květenstvích různých typů.
Kalich i koruna jsou většinou pětičetné, řidčeji čtyř nebo šestičetné. Koruna je bílá, růžová nebo purpurová, nálevkovitá až řepicovitá, zakončená laloky. Korunní trubka bývá uvnitř pýřitá.
Tyčinek je stejný počet jako korunních laloků, jsou přirostlé blízko ústí korunní trubky a nevyčnívají z květů. Semeník obsahuje 2 (řidčeji 3) komůrky v nichž je po 1 vajíčku. Čnělka je tenká, zakončená 2 až 3 niťovitými bliznovými laloky. Plody jsou kulovité, elipsoidní nebo zploštělé peckovice, za zralosti se rozpadající na jednosemenné díly. Oplodí je tenké, za zralosti odpadává a plod se rozpadá na jednotlivé pecičky.

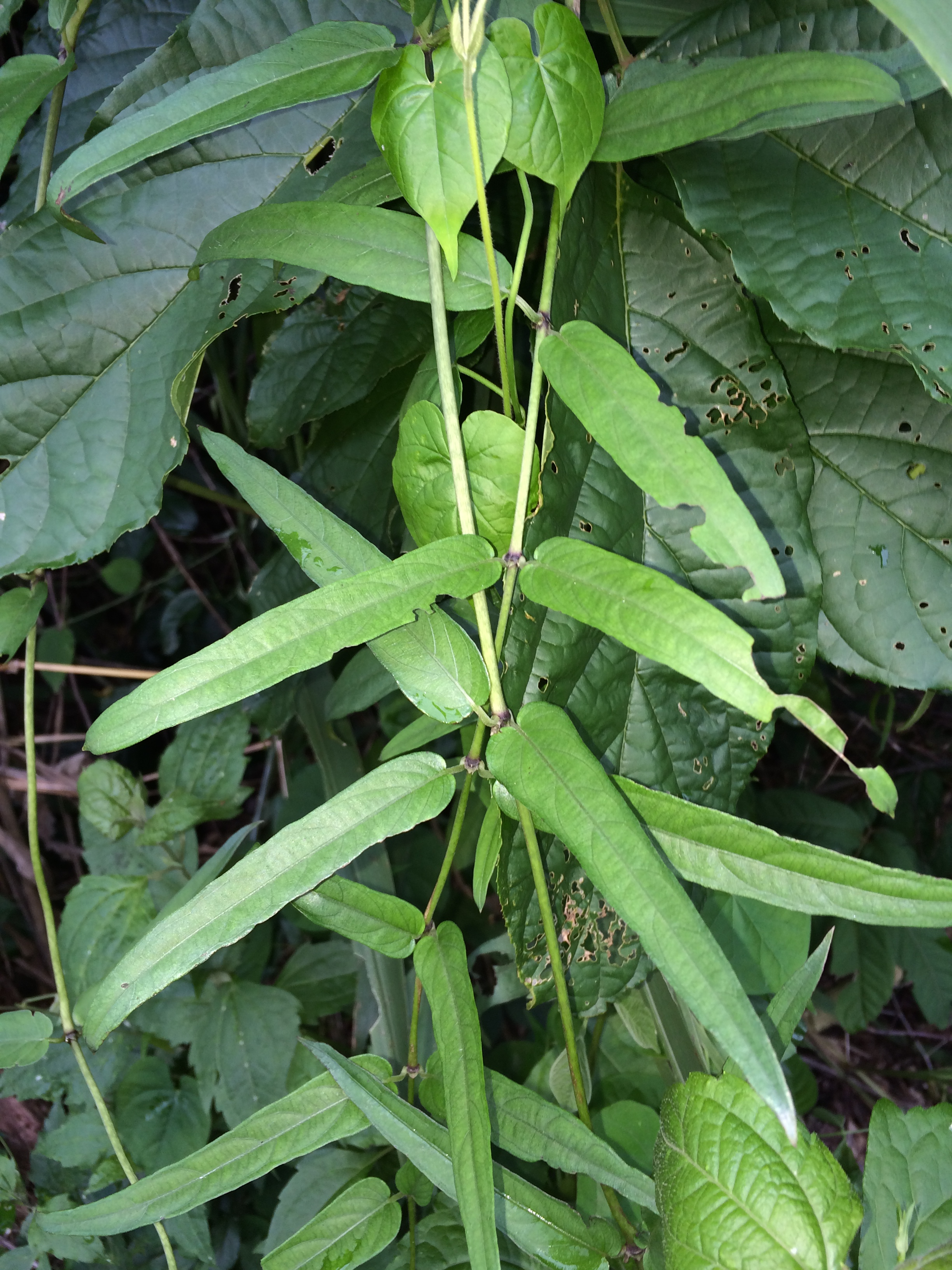
Paederia linearis
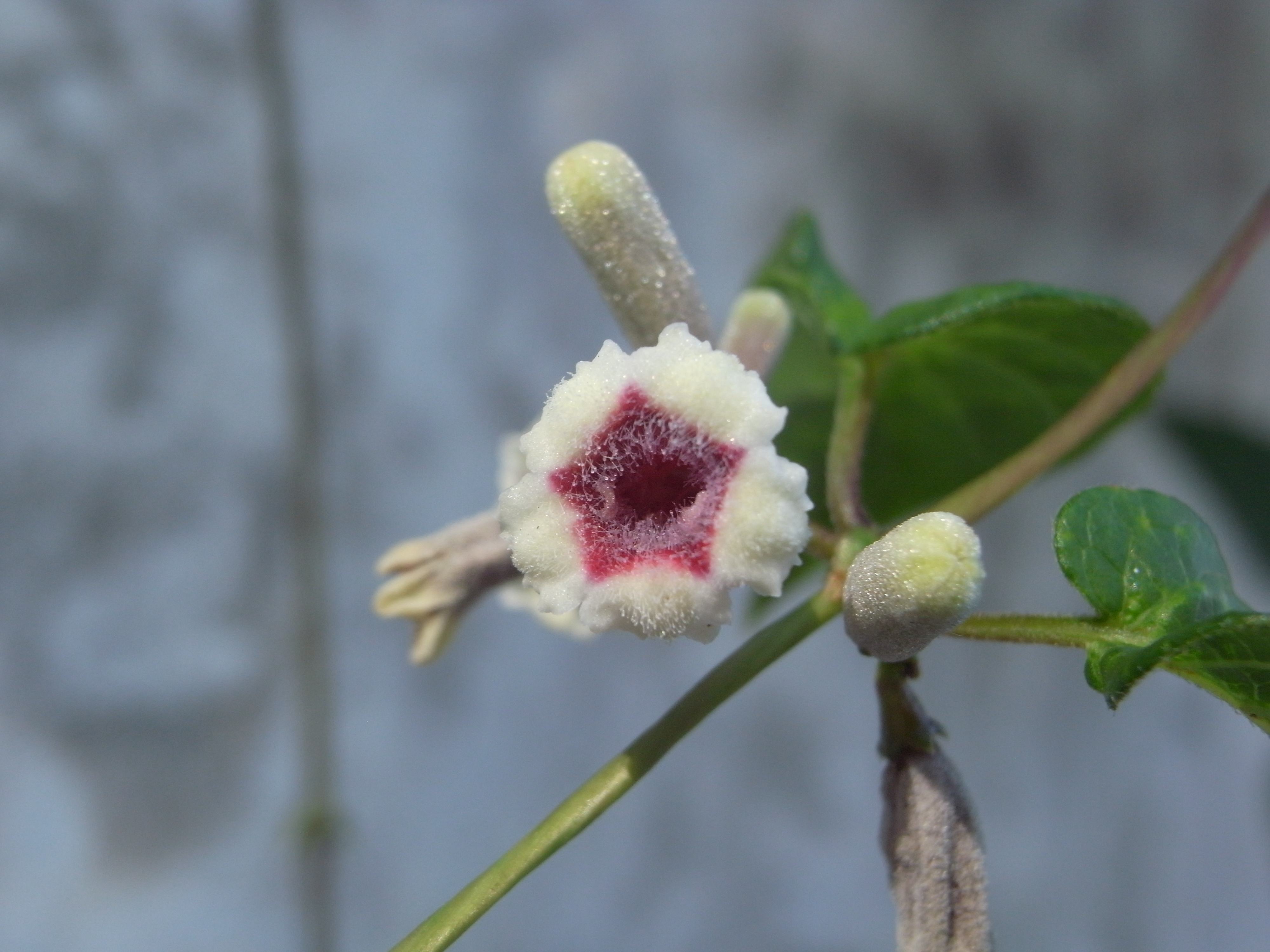
Květ pederie popínavé
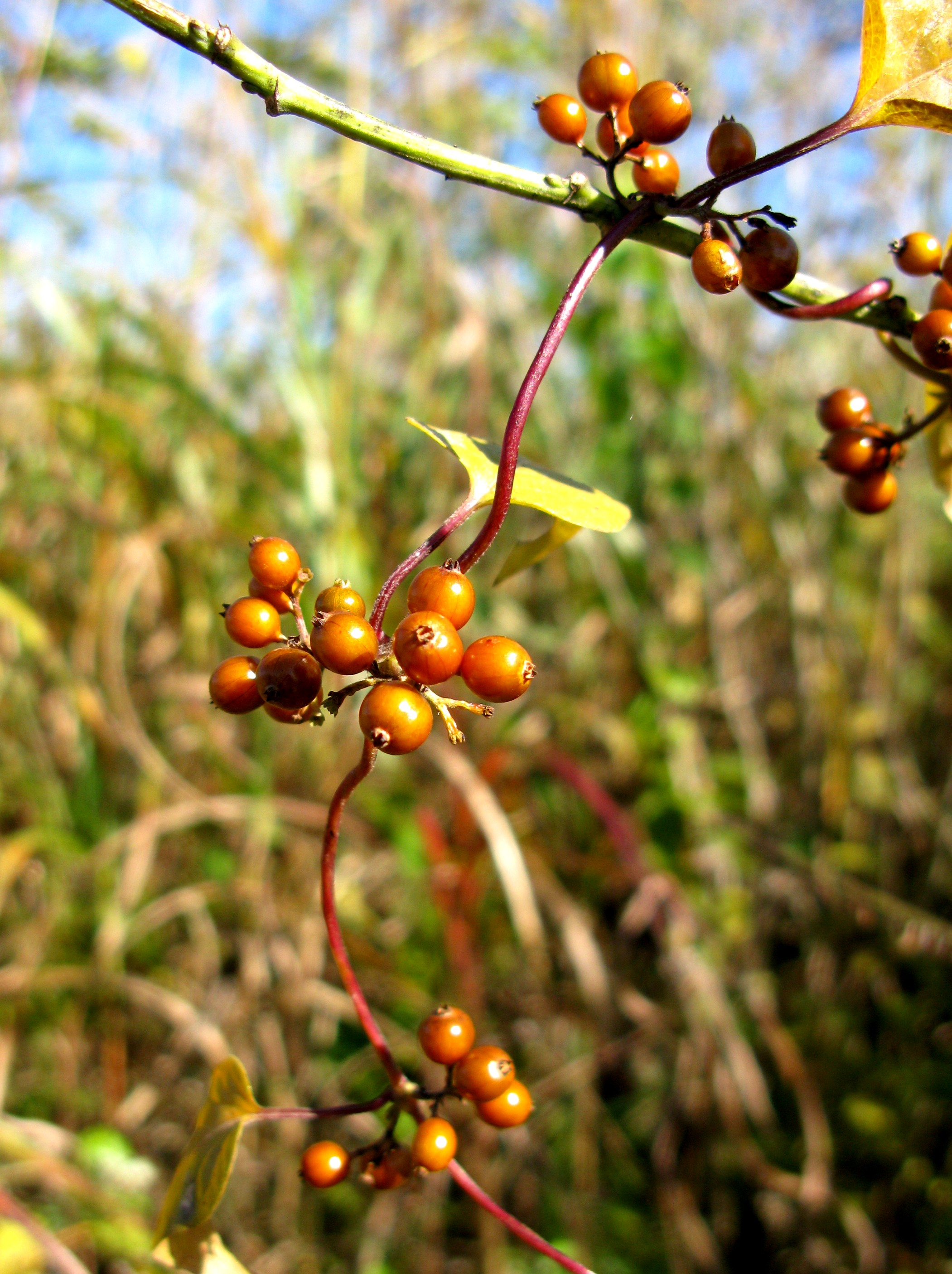
Pederie popínavá s plody

## Rozšíření
Rod pederie zahrnuje asi 33 druhů. Má poměrně rozsáhlé rozšíření v tropech a subtropech, zahrnující Afriku, Madagaskar, jižní Asii, Čínu, Indočínu, jihovýchodní Asii a tropickou Ameriku.
Centrum rozšíření je v Indočíně (13 druhů) a na Madagaskaru (11 druhů, z toho 10 endemických). Z Číny je uváděno 9 druhů. Nejrozsáhlejší areál má druh pederie popínavá (Paederia foetida), který je rozšířen od Indie a jižní Číny přes Indočínu po jihovýchodní Asii a jako jediný druh rodu zasahuje i do mírného pásu.
V Americe rostou pouze 2 druhy: P. ciliata v Mexiku a P. brasiliensis v tropické Jižní Americe. Rovněž v subsaharské Africe rostou jen 2 druhy. Druh P. ntiti je endemit Komorských ostrovů.

## Ekologické interakce
Některé druhy (pederie popínavá, P. spectatissima) mají na listech domatia obývaná symbiotickými roztoči.

## Obsahové látky
Pederie popínavá obsahuje zejména iridoidní glykosidy (paederosid, kyselina paederosová, skandosidy), steroidy (sitosterol, stigmasterol, kampesterol) a triterpenoidy (kyselina ursolová).
Nepříjemný pach rostlin souvisí s obsahem iridoidního glykosidu paederosidu. Při poškození buněk se uvolňuje enzym, který tento glykosid štěpí za uvolnění páchnoucí složky s obsahem síry, methylmerkaptanu. Tato látka je obsažena i v některých dalších, blízce příbuzných rodech mořenovitých, jmenovitě v rodech Serissa, Leptodermis, Saprosma a Lasianthus.

## Taxonomie
Rod Paederia je v rámci čeledi Rubiaceae řazen do podčeledi Rubioideae a tribu Paederieae.
Nejblíže příbuznými rody jsou dle výsledků molekulárních studií rody Serissa a Leptodermis.

## Zástupci
- pederie popínavá (Paederia foetida, syn. P. scandens)[10]

## Význam

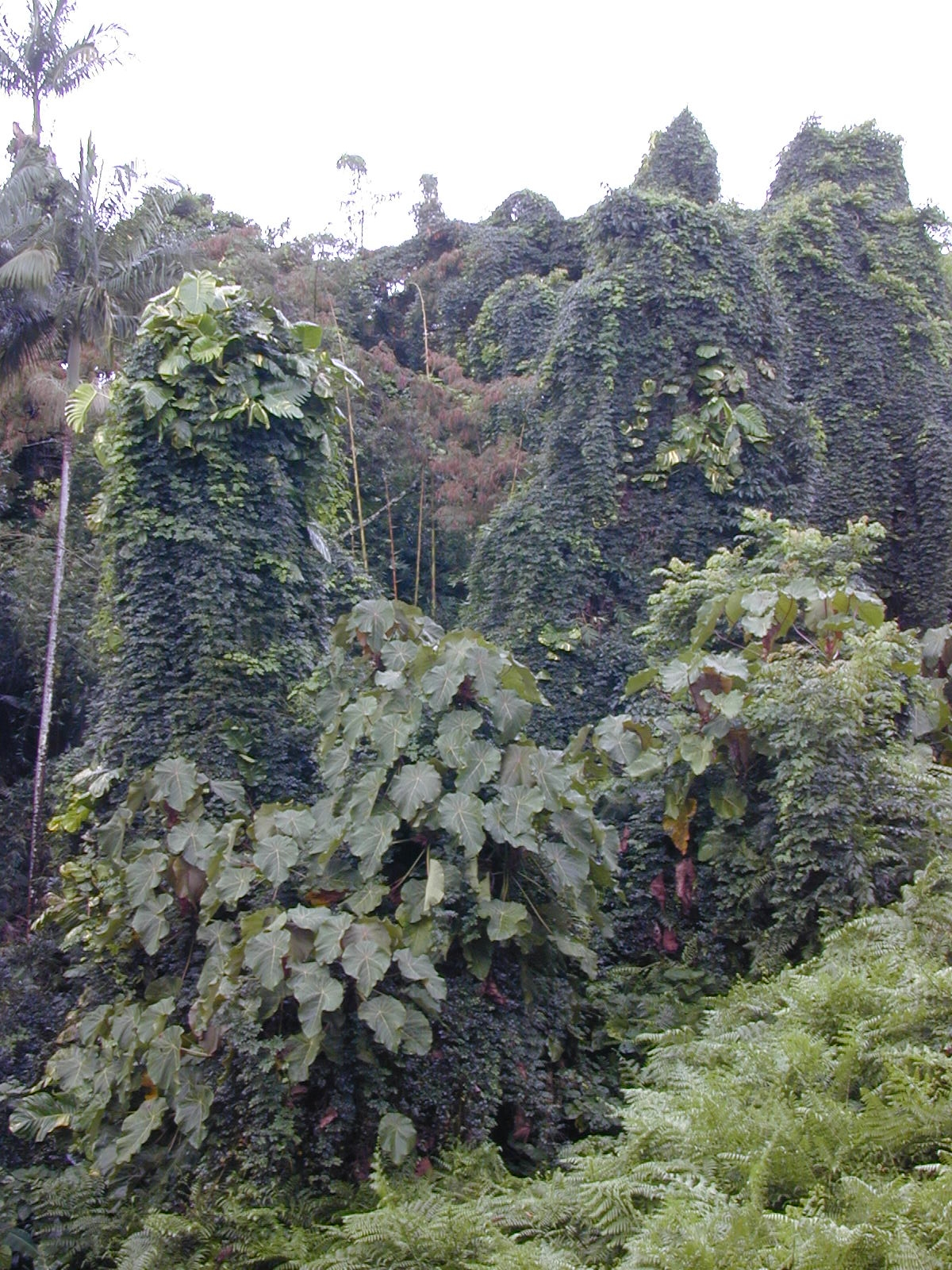
Pederie popínavá jako invazní rostlina na Havaji

Nejvýznamnějším druhem je pederie popínavá, která je v tradiční indické medicíně široce využívána jako léčivá rostlina, a to zejména jako tonikum, afrodisiakum, při zánětech, horečnatých onemocněních včetně malárie a při revmatismu. Odvar z kůry a kořenů slouží jako emetikum. Listy se používají proti střevním parazitům a při jaterních chorobách. Tento druh je jako jediný schopen snášet středoevropské klima a je mrazuvzdorný až do -23 °C (USDA zóna 6a). Pěstován je ovšem jen zřídka a setkat se s ním lze především ve sbírkách botanických zahrad. V některých oblastech světa je invazní rostlinou (např. na Floridě).